# 陈清和
陈清和（英語：Tan Cheng Hoe，1968年5月30日—），是已退役马来西亚足球运动员，司职中场，2017年正式执教马来西亚国家足球队，但由于在2021年铃木杯带队表现差劲无缘半决赛而引咎辞职。2023年，陈清和将执教马来西亚超级足球联赛俱乐部雪兰莪。